# راي كليمينس
راي كليمينس (5 أغسطس 1948 - 15 نوفمبر 2020)، هو لاعب ومدرب كرة قدم إنجليزي، لعب مع منتخب إنجلترا لكرة القدم.

## مسيرته الكروية
لعب راي كليمينس خلال مسيرته الاحترافية مع 3 أندية في ثلاثة وعشرون موسمًا ولم يسجل خلالها أي هدف ضمن 758 مباراة. حيث فاز في موسمين بالكأس وفي خمسة مواسم بالدوري.
خاض راي كليمينس مسيرته مع نادي سكونثورب يونايتد في موسم 1965–66 ولمدة موسمين، مشاركًا في 48 مباراة ولم يسجل أي هدف. ثم انتقل إلى نادي ليفربول في موسم 1967–68 ليلعب معه أربعة عشر موسمًا، حيث شارك في 470 مباراة ولم يسجل أي هدف أيضًا. لينتقل بعدها إلى نادي توتنهام هوتسبير في موسم 1981–82 ليلعب معه سبعة مواسم، مشاركًا في 240 مباراة ولم يسجل أي هدف أيضًا. بسبب حراسته المتميزه لمرماه

## روابط خارجية
- راي كليمينس على موقع IMDb (الإنجليزية)
- راي كليمينس على موقع الاتحاد الدولي (مؤرشف)  (الإنجليزية)
- راي كليمينس على موقع الاتحاد الأوربي (الإنجليزية)
- راي كليمينس على موقع قاعدة بيانات كرة القدم.إي يو (الإنجليزية)
- راي كليمينس على موقع ناشيونال فوتبول تيمز (الإنجليزية)
- راي كليمينس على موقع عالم كرة القدم.نت (الإنجليزية)